# Andersonia auriculata
Andersonia auriculata är en ljungväxtart som beskrevs av L. Watson. Andersonia auriculata ingår i släktet Andersonia och familjen ljungväxter. Inga underarter finns listade i Catalogue of Life.